# Gemersdorf (Gemeinde Böheimkirchen)
Gemersdorf ist eine Ortschaft und Katastralgemeinde in der Marktgemeinde Böheimkirchen, Niederösterreich.

## Geografie
Das Dorf Gemersdorf befindet sich einen Kilometer südlich von Böheimkirchen, knapp nördlich der West Autobahn und ist über die Landesstraße L5093 erreichbar. Am 1. Jänner 2024 zählte das Dorf 105 Einwohner.

## Geschichte
Im Franziszeischen Kataster von 1824 ist Gemersdorf als Haufendorf mit einigen großen Anwesen verzeichnet. Laut Adressbuch von Österreich waren im Jahr 1938 in Gemersdorf eine Milchgenossenschaft und einige Landwirte mit Direktvertrieb ansässig.